# Apaturina slendidissima
Apaturina slendidissima är en fjärilsart som beskrevs av Felix Bryk 1938. Apaturina slendidissima ingår i släktet Apaturina och familjen praktfjärilar. Inga underarter finns listade i Catalogue of Life.